# ЧС5
Електровоз ЧС5 (Заводське позначення серії — 48Ео) — дослідний пасажирський двосистемний електровоз. Будувався в Чехословаччині для СРСР. Серійно не випускався.

## Історія
В 1965 році Шкода спроектувала, а в 1966 році побудувала на замовлення СРСР два двосистемні електровози серії ЧС5 (заводська серія 48Ео). Електровози цієї серії планувалося використовувати як альтернативу станціям стикування для переходу між лініями різних систем струму. Однак ЧС5 не пішли в масштабне виробництво, оскільки в СРСР будувалися станції стикування, а там, де це було економічно не доцільно, використовували радянські двосистемні електровози ВЛ82, які з'явилися того ж року. Крім того в ті роки, не достатньо ефективно вирішувалися проблеми високої вартості, великої ваги, та проблеми високої собівартості експлуатації подібних локомотивів.
Механічну частину електровоза ЧС5 запозичили в електровоза ЧС4 внісши незначні зміни в конструкцію. Найпомітніша зміна — нове гідропневматичне ресорне підвішування. Електрична схема нагадує схему чотиривісного електровоза постійного струму, оскільки наявні всього два з"єднання двигунів — серіїсне (послідовне — всі шість тягових двигунів, з"з'єднані послідовно) і серієс-паралельне (паралельно з"з'єднані дві групи, по три послідовно з"єднаних двигунів в кожній). Під час роботи на постійному струмі ТЕД живляться від контактної мережі за допомогою датчика, що визначає рід струму і швидкодіючого вимикача, під час живлення змінним струмом- від двох випрямних установок, які в свою чергу отримують живлення від понижуючого трансформатора.
Запуск тягових двигунів реостатний, при цьому пускові реостати мають індивідуальне охолодження- це було інноваційне рішення в чеському електровозобудуванні. Біля реостата були встановлені мотор-вентилятори, які були підключені до відпайки реостата, тому їхня напруга і швидкість обертання, залежить від сили струму, який проходить через реостат — надалі така схема була застосована на пуско-гальмівних реостатах електровозів ЧС2т, ЧС6, ЧС7 і гальмівних реостатах електровозів змінного струму ЧС4т і ЧС8. Також на електровозі наявні чотири ступені послаблення збудження тягових двигунів. Перемикання в силовій схемі виконується за допомогою групових перемикачів — двома перемикачами ступенів реостата, одним перемикачем з"єднань і одним перемикачем послаблення поля. Всі групові перемикачі мають стандартний пневмодвигун системи Шкода.
За компоновкою обладнання (трансформатора, випрямних установок, блоків охолодження мастилоохолоджувачів трансформатора і згладжувальних реакторів) ЧС5 схожий на ЧС4. Допоміжні машини також практично ідентичні — мотор-компресори, двоступеневі мотор-вентилятори з діаметром робочих коліс 710 мм для охолодження тягових двигунів і мотор-вентилятори з діаметром коліс 425 мм для охолодження випрямних установок тощо. Різняться дані електровози лише тим, що ЧС5 має високовольтні колекторні двигуни.
Отримані результати випробувань показали перевищене навантаження на рейки (22 т замість запланованих 20,5 т), як наслідок дане перевищення призводило до збільшення гальмівного шляху при екстреному і службовому гальмуванні. Також локомотив мав ряд інших недоліків, які послугували причиною, для відмови СРСР від локомотивів даної серії.